# Raoul Cauvin

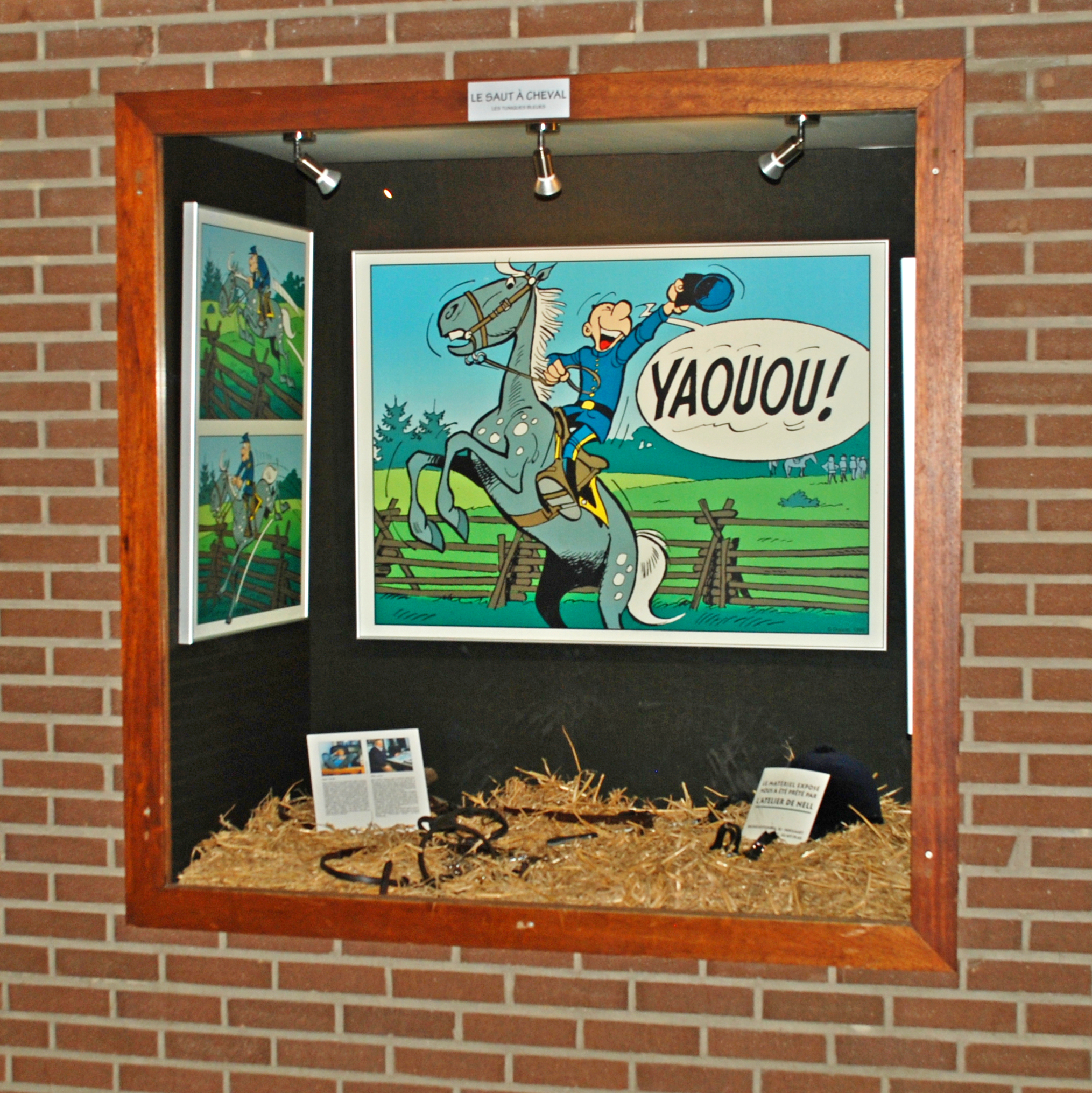
Korporaal Blutch (De Blauwbloezen).

Raoul Cauvin (Antoing, 26 september 1938 – 19 augustus 2021) was een Belgisch scenarioschrijver van stripverhalen. Hij was een van de productiefste scenarioschrijvers van België.

## Levensloop
Hij studeerde steendrukkunst aan het Sint-Lucasinstituut te Doornik. In 1960 werd hij aangenomen bij uitgeverij Dupuis, aanvankelijk als letteraar en later als cameraman in de tekenfilmstudio van Dupuis. Stilaan begon hij ook scenario's te schrijven. 1968 was het jaar van zijn doorbraak, toen het stripblad Robbedoes van Dupuis nood had aan nieuwe scenaristen. In 1969 verscheen het eerste verhaal van De Blauwbloezen, dat hij schreef voor Salvérius. Deze westernstrip vormde het antwoord op het vertrek van Morris en zijn strip Lucky Luke naar stripblad Pilote en uitgever Dargaud. In 1974 schreef hij voor tekenaar Lambil het toonaangevende Arme Lampil, een autofictie waarin hij samen met de tekenaar de hoofdrol speelde. De strip Agent 212 in 1975 was het eerste van een reeks stripverhalen van Cauvin die beroepen uitbeelden. In 1986 creëerde hij voor tekenaar Laudec de strip Cédric, die Cauvin zelf als zijn meest persoonlijke strip beschouwde. Hij baseerde de strip over zijn eigen verhouding met zijn vader en grootvader.
Hij ging er prat op dat hij zijn scenario's bedacht liggend op een sofa. Verder was hij geen onverdienstelijk tekenaar, die zijn scenario's in getekende vorm neerschreef.
In juli 2007 won hij "het Gouden Potlood". Hij kreeg de prijs overhandigd in het casino van Middelkerke tijdens de gala-avond van het Stripfestival.
In 2013 werden er vijf stripmuren geplaatst met reeksen van Cauvin op een plein in zijn geboorteplaats Antoing. Een aantal jaar later werd dat plein naar Cauvin vernoemd.
Op 19 augustus 2021 overleed hij op 82-jarige leeftijd aan de gevolgen van kanker. Hij had dan circa 400 albums op zijn naam staan, waarvan in zijn topperiode jaarlijks drie miljoen exemplaren verkocht werden. Vooral De Blauwbloezen was Cauvins grootste succesnummer. In de voorbije 50 jaar kwamen er 65 albums uit waarvan er in totaal 20 miljoen exemplaren over de toonbank gingen in binnen- en buitenland.

## Series
- Agent 212
- Arme Lampil
- Bij Sjaak, tussen pot en pint
- De Blauwbloezen
- Cupido
- Cédric (waar de animatieserie Cedric op is gebaseerd)
- Circus Maximus[5]
- De Gieren
- G. Raf Zerk
- Jess Long (partim)
- Lowietje
- De Musketiers (partim)
- Natasja (partim)
- De ouwe blauwe
- De Paparazzi
- De Psy
- Raf en de postzegels
- Ramtamtam en Kirikieli
- De Rioolkoninkjes
- Robbedoes en Kwabbernoot (partim)
- Sammy
- Slemper en Slof
- Smerissen
- Taxi-Girl
- Vrouwen in 't wit

- Bibsys: 90339497
- Biblioteca Nacional de España: XX819528
- Bibliothèque nationale de France: cb118956232 (data)
- Catàleg d'autoritats de noms i títols de Catalunya: 981058523462106706
- Gemeinsame Normdatei: 128795336
- International Standard Name Identifier: 0000 0001 2118 4505
- Library of Congress Control Number: no2008030799
- Nationale Bibliotheek van Tsjechië: xx0019580
- Nationale Bibliotheek van Israël: 987007410256905171
- Nederlandse Thesaurus van Auteursnamen: 068863810
- RKD-Nederlands Instituut voor Kunstgeschiedenis: 467898
- Istituto Centrale per il Catalogo Unico: CUBV037611
- LIBRIS: 180639
- SNAC: w6b85ffs
- Système universitaire de documentation: 026773090
- Virtual International Authority File: 4927799